# Stallerberg
Der Stallerberg ist ein Saumweg in den Schweizer Alpen im Kanton Graubünden. Er verbindet Juf im Averstal mit Bivio im Oberhalbstein.
Der Walserweg Graubünden führt über den Stallerberg.